# Rak-Su
I Rak-Su sono un gruppo vocale britannico diventato famoso in seguito alla vittoria a The X Factor UK, avvenuta nel 2017. Si tratta del primo gruppo costituito da soli cantanti uomini ad aver vinto la competizione. Il loro singolo Dimelo ha raggiunto la numero 2 nella classifica singoli britannica.

## Storia del gruppo
I 4 componenti del gruppo sono tutti cresciuti nella città di Watford: Ashley Fongho e Myles Stephenson si conoscevano già dall'infanzia, e hanno iniziato a creare musica insieme in maniera amatoriale già all'età di 12 anni. Shurland, emigrato dalle Barbados quando aveva anche lui 12 anni, ha invece conosciuto Stepherson a scuola e iniziato a creare musica insieme a lui quando entrambi avevano 14 anni. Le due coppie di amici hanno avuto modo di conoscersi molti anni dopo durante una festa, iniziando successivamente a lavorare insieme sia per performance che per la creazione di musica inedita. Nel 2016 i quattro decidono di formare un vero e proprio gruppo e di partecipare alle audizioni di X Factor nella speranza di poter promuovere il loro materiale. Prima ancora di tentare la strada televisiva, i quattro debuttarono lanciando i singoli Flights e Last Night.
I ragazzi parteciparono dunque alle audizioni per lo show nell'anno successivo, riuscendo ad accedere alla fase centrare del programma e ad ottenere una forte popolarità all'interno dello show, arrivando così alla vittoria. Questo li rese il primo gruppo vocale tutto al maschile ad aver mai vinto l'edizione britannica del talent show, nonché il secondo gruppo vocale in generale a farcela dopo le Little Mix. In seguito alla vittoria dello show, il gruppo firmò un contratto con la Syco, etichetta discografica di proprietà del creatore di X Factor Simon Cowell, e pubblicarono il singolo Dimelo in collaborazione col rapper Wyclef Jean e il produttore Naughty Boy. Il brano aggiunse la seconda posizione nella classifica britannica e fu certificato disco d'argento in UK, dando quindi modo al gruppo di pubblicare l'EP di esordio Rak-Su nel febbraio 2018. Sempre nel 2018 vennero lanciati i singoli Pyro Thing con Banx & Ranx e I Want You To Freak: soltanto quest'ultimo riuscì ad entrare nella classifica britannica.
Sempre nel 2018 i Rak-Su aprirono concerti per Little Mix e Olly Murs; nei mesi successivi sia Rak-Su che Little Mix annunciarono tuttavia la fine dei loro rapporti lavorativi con la Syco, passando entrambi sotto il controllo di RCA Records. Dopo aver pubblicato altri singoli, il 19 febbraio 2019 il gruppo pubblicò il secondo EP Rome: il lavoro non riuscì ad ottenere il successo sperato, causando dunque il licenziamento del gruppo da parte della loro nuova etichetta. Nell'ottobre 2019 pubblicarono il loro primo singolo da artisti indipendenti La Bomba, a cui hanno fatto poi seguito altri brani, tra cui il singolo del 2020 Who Am I? (Black Lives Matter), relativo agli avvenimenti del 2020 circa le proteste contro il razzismo in USA. Sempre nel 2019 portarono avanti il loro primo tour da headliner; il secondo è attualmente previsto per il 2021.

## Formazione
- Ashley Fongho: 2016 - presente
- Jamaal Shurland: 2016 - presente
- Mustafa Rahimtulla: 2016 - presente
- Myles Stephenson:  2016 - presente

## Discografia

### EP
- 2018 - Rak-Su
- 2019 - Rome

### Singoli
- 2016 - Flight
- 2016 - Last Night (feat. Charles Dixon)
- 2017 - Dimelo (feat. Wyclef Jean & Naughty Boy)
- 2018 - Pyro Thing (feat. Banx & Ranx)
- 2018 - I Want You To Freak
- 2019 - Yours Or Mine
- 2019 - Rotate (Clockwise)
- 2019 - La Bomba
- 2019 - Girl
- 2020 - Palm Trees
- 2020 - Who I Am (Black Lives Matter)
- 2020 - Girls Like You (feat Celina Sharma)
- 2020 - No Contest
- 2021 - Statements (feat. Lenny Loso)